# Feyzi Mengüç

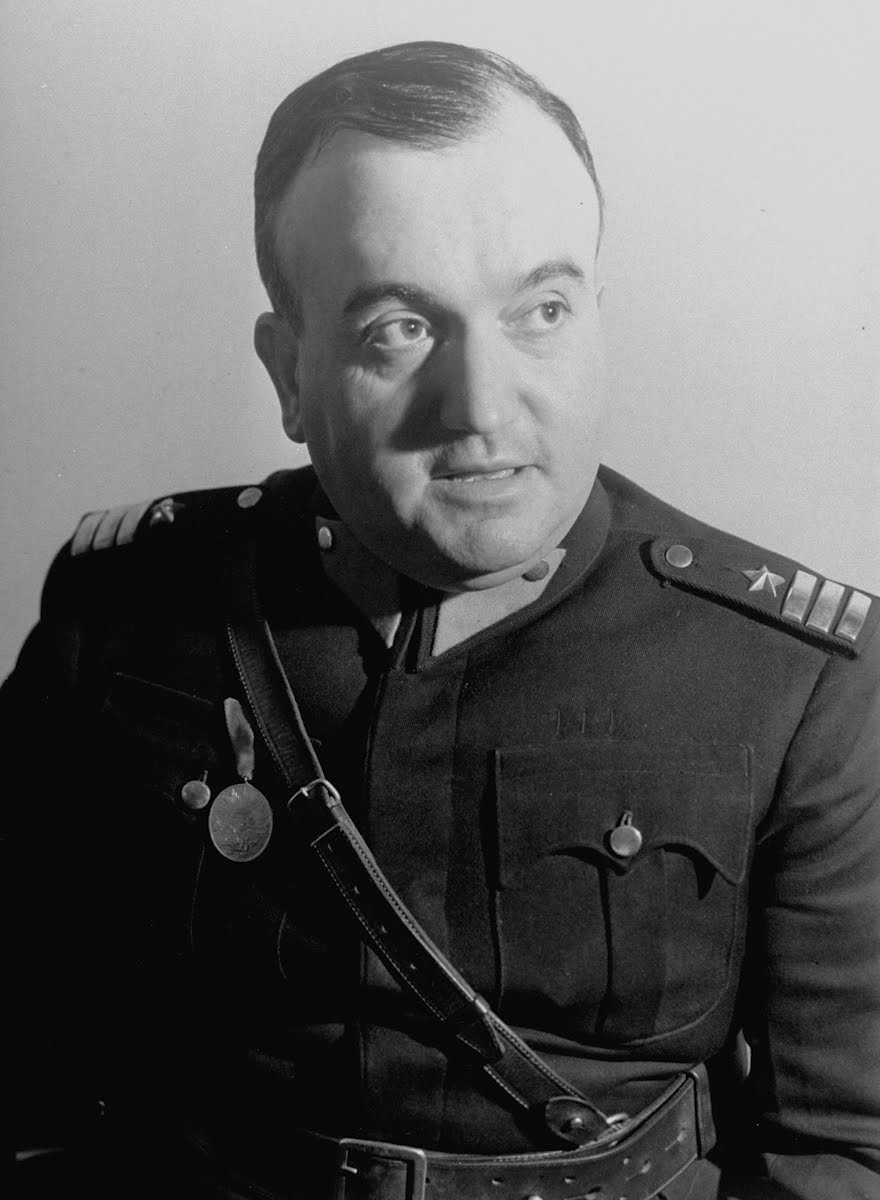
İbrahim Feyzi Mengüç, Foto: Margaret Bourke-White, 1940

İbrahim Feyzi Mengüç (* 1896 in Istanbul; † 23. Juni 1966) war ein türkischer General, der zuletzt von 1957 bis 1958 Chef des Generalstabes (Genelkurmay Başkanı) der türkischen Streitkräfte (Türk Silahlı Kuvvetleri) war.

## Leben
Nach dem Besuch der Militärschule (Harp Okulu), die er 1914 als Unterleutnant der Ingenieurtruppen abschloss, absolvierte er Fortbildungen und war bis 1919 als Ingenieur für Straßenbau in der Ingenieurtruppe eingesetzt. Nachdem er zwischen 1919 und 1921 die Militärakademie (Harp Akademisi) absolviert hatte, fand er bis 1939 Verwendung in verschiedenen Armeeeinheiten.
1939 folgte seine Beförderung zum Brigadegeneral. Als solcher war er erst Kommandeur einer Grenzbrigade und danach stellvertretender Befehlshaber der 15. Division. Nach seiner Beförderung zum Generalmajor 1941 wurde er Befehlshaber der 15. Division und danach Befehlshaber der 69. Division.
Nachdem er 1947 zum Generalleutnant befördert worden war, wurde er stellvertretender Kommandant der Militärakademie sowie im Anschluss Kommandierender General des VII. Korps.
1953 wurde Mengüç zum General befördert und zum Oberbefehlshaber der 3. Armee ernannt. Danach war er Kommandant der Militärakademie sowie Mitglied des Obersten Militärrates, ehe er Präsident des Militärkassationshofes (Askerî Yargıtay) wurde.
Am 11. Oktober 1957 wurde er Nachfolger von Hakkı Tunaboylu als Chef des Generalstabes. Dieses Amt bekleidete er bis zu seiner Ablösung durch General Rüştü Erdelhun am 22. August 1958. Im Anschluss übernahm er wieder sein vorheriges Amt als Präsident des Militärkassationshofes, ehe er auf eigenen Wunsch am 15. Dezember 1959 in den Ruhestand versetzt wurde.
Nach seinem Tode wurde er auf dem Edirnekapı-Friedhof (Edirnekapı Şehitliği) in Istanbul beigesetzt.